# Joseph Joubert (Jesuit)
Joseph Joubert  (* 22. Oktober 1640 in Donzère; † 20. Februar 1719 in Lyon) war ein französischer Jesuit, Altphilologe, Romanist und Lexikograf.

## Leben und Werk
Joubert trat 1656 in den Jesuitenorden ein und wurde Präfekt und Lateinlehrer am Collège de la Trinité (heute Collège-lycée Ampère) in Lyon. Er publizierte 1709 ein reichhaltiges französisch-lateinisches Wörterbuch, das bis 1757 gedruckt wurde.

## Werke
- Dictionnaire français et latin, tiré des auteurs originaux et classiques de l’une et de l’autre langue, Lyon 1709 (gewidmet Ludwig I. von Spanien; 1318 Seiten, plus Anhang zur Sprechsprache und zu den Konjugationen, zuletzt 1757)
- Petit dictionnaire françois et latin, en faveur et à l’usage des petites classes, Lyon 1713 (zuletzt Avignon 1804)